# De helden van equinox
De helden van equinox is het negende stripalbum uit de Ravian-reeks. Het album is getekend door Jean-Claude Mézières met scenario van Pierre Christin.

## De verhalen
Simlane is een planeet, bevolkt door bejaarden. Eens in de zoveel tijd strijden buitenwereldse helden om de eer een nieuwe generatie te verwekken en zo het voortbestaan van de bevolking te garanderen. Ravian wordt door Galaxity uitgekozen om een Aards tintje aan de nieuwe generatie te geven en samen met een drietal helden uit de uithoeken van het universum als tegenstander gaat hij een krachtmeting aan om te bepalen wie met deze eer gaat strijken.